# Convent dels Franciscans de Zarautz
El Convent franciscans de Sant Joan Baptista és un edifici situat en la localitat guipuscoana de Zarautz, al País Basc. En el seu interior alberga una important biblioteca.
L'església és d'estil neoclàssic. L'edifici va ser fundat per Juan de Manzisidor, natural de la localitat, secretari i conseller del rei Felip III.
Set anys després l'ocuparien els franciscans. Va ser utilitzat com a hospital i magatzem pels francesos durant la guerra de la Convenció els qui posteriorment ho van saquejar portant-se una gran quantitat de relíquies portades des de Flandes pel seu fundador.
El conjunt està format per l'Església, Convent i Col·legi. La primera té una planta de creu llatina amb els braços del creuer curts i amples. Les tres naus estan cobertes amb voltes d'aresta. La nau principal és més ampla i deixa anar que les laterals que queden dividides per grans pilars rectangulars de diferents grandàries. Les nombroses reformes realitzades fa que sigui un conjunt complex de difícil adscripció estilística.
Destaca el tríptic flamenc signat per Antonio Blocklandt en 1577 on es representa el següent:
- Part esquerra: les Pasqües de la Nativitat
- Part central: Pentecosta
- Part dreta: Resurrecció

El 1830 va ser reformat i el 1959 es va ampliar la nau de l'església amb l'annexió d'una ala del claustre i del pati i es va construir la façana actual.